# Hermagoras van Aquileia

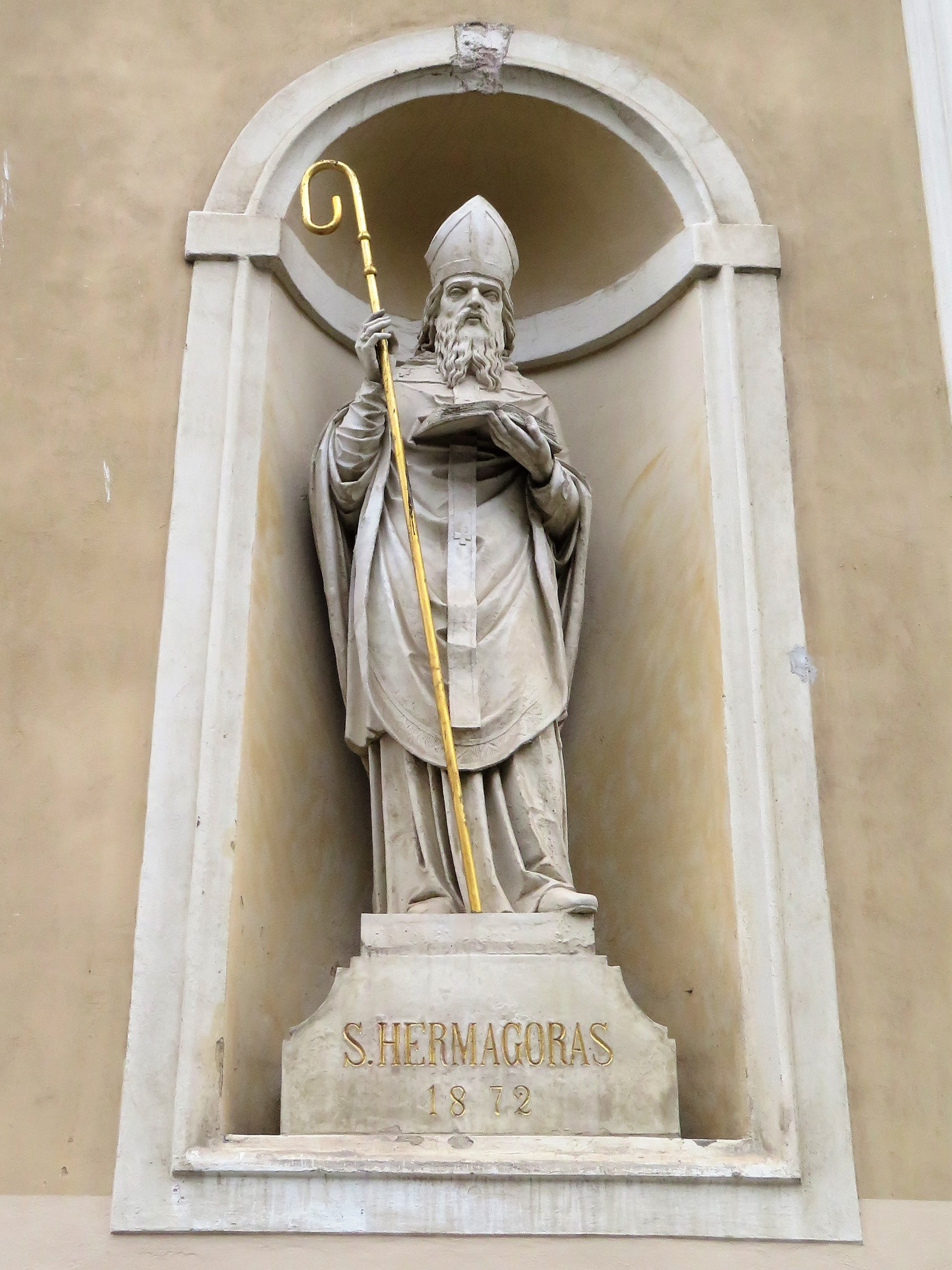
Standbeeld van Hermagoras op de Sint-Nicolaaskathedraal in Ljubljana

Hermagoras († rond 304, Singidunum, het latere Belgrado), meestal samen met Fortunatus genoemd, was lector in de Kerk van Singidunum. Hermagoras werd tijdens de christenvervolgingen onder Diocletianus samen met de diaken Fortunatus gevangengenomen. Beiden werden martelaar. Rond het jaar 400 geraakten zijn relieken in Aquilea, waardoor zijn verering zich uitbreidde. Vermoedelijk is in Aquilea in de 5e eeuw de legende ontstaan, die Hermagoras leerling van de apostelen maakt. Hij zou volgens de legende als eerste bisschop van Aquilea de basis hebben gelegd voor het latere patriarchaat van Aquilea en rond 70 het martelaarschap hebben verworven. 
In de regio van Aquilea is de verering van Hermagoras, meestal gezamenlijk met Fortunatus, nog verbreid, met name in Friuli, Karinthië en Slovenië. De kathedraal van het aartsbisdom Ljubljana is gewijd aan Hermagoras en Fortunatus. Patroonheiligen van de Friulaanse stad Udine zijn Hermagoras en Fortunatus. Zij zijn ook de patroonheiligen van het aartsbisdom Udine. De plaatsnaam Hermagor in Karinthië is een verduitsing van Hermagoras. De in het midden van de 19e eeuw opgerichte Sloveense Hermagorasbond (Mohorjeva družba) speelde een belangrijke rol in de nationale bewustwording van de Slovenen.
Hermagoras wordt vereerd als heilige en is patroon van Aquilea. De relieken van Hermagoras bevinden zich tegenwoordig in Grado nabij Aquilea. De herdenking van Hermagoras (en Fortunatus) vindt telkens plaats op 12 juli. Het feest van de translatio is op 27 augustus.